# Minettia omei
Minettia omei är en tvåvingeart som beskrevs av Shatalkin 1998. Minettia omei ingår i släktet Minettia och familjen lövflugor. Inga underarter finns listade i Catalogue of Life.